# José de Nito
José de Nito (Rosario, Provincia de Santa Fe; 12 de noviembre de 1887 - 29 de agosto de 1945) fue un compositor y docente argentino.

## Biografía
Realizó sus primeros estudios musicales en Rosario con el maestro José Caiano. En 1901 se trasladó a Italia e ingresó en el Real Conservatorio de Música San Pietro a Maiella, de Nápoles. Allí estudió piano, composición, instrumentación y dirección orquestal con Giuseppe Martucci, Paolo Serrao, Camilo de Nardis y Alejandro Longo. En 1902 ganó por concurso una beca de estudio, pero no pudo aceptarla porque al tener que optar por la ciudadanía italiana o la argentina, optó por la de la patria de origen. En 1908, obtuvo por concurso la presidencia y dirección técnica de la institución artístico-musical Chorus, cargo que ocupó hasta su regreso a la Argentina.
Diplomado en 1909, volvió a su ciudad natal, y en 1914 fundó el Conservatorio de Música Beethoven, que dirigió junto a su hermano Humberto de Nito.
Su actuación artística en Rosario es bien conocida. En el año 1920 El Círculo, prestigiosa institución, le otorgó  una medalla de oro (de las dos únicas que se han concedido) por su asidua y desinteresada colaboración.
En 1921 regresó a Europa y se dedicó a la dirección orquestal. Actuó en distintos teatros de Italia, entre los cuales deben destacarse el Constanzi de Roma (hoy Teatro Real de la Ópera) del cual fue director. Más tarde se radicó en Alemania con el objeto de perfeccionar sus conocimientos de piano y en el año 1923 realizó una gira de conciertos por las principales ciudades de Alemania e Italia a raíz de la cual mereció elogios de la crítica y del público de ambos países.
En vísperas de realizar una gira por Estados Unidos, se vio obligado por razones de salud a abandonar su carrera de concertista y en 1928 regresó a Rosario para dedicarse nuevamente a la enseñanza.

## Obras
Entre la producción del maestro de Nito, cabe mencionar una ópera sobre argumento patriótico argentino; una sonata para piano; un poema sinfónico y numerosas obras para piano, canto y piano, violín y piano, cuarteto de arcos, etc.; un ensayo crítico sobre la música y diversas obras didácticas.
Merecen recordarse las siguientes: Tema con variaciones melodía popular para piano, Bocetos líricos serie de diez obras para piano, Ave María para canto y piano; dos canciones: Tesoro, te adoro y Oh! criolla morochita, y Coral para piano.
Cabe mencionar que muchas de las obras mencionadas están extraviadas, algunas están en la Biblioteca Nacional Mariano Moreno, y otras se encuentran en el Archivo Histórico de la Sinfónica de Rosario, que en conjunto con la Secretaría de Cultura y Educación de la municipalidad de Rosario, buscan difundirlas nuevamente para que su elaboración no pase al olvido, misma situación le está ocurriendo a su hermano Humberto de Nito.